# Marian Barone
Pour les articles homonymes, voir Barone.
Marian Barone (née à Philadelphie le 18 mars 1924 et morte à Richmond en Virginie le 14 mai 1996) est une gymnaste américaine. Elle participe aux Jeux olympiques d'été de 1948 et aux Jeux olympiques d'été de 1952. En 1948, elle remporte la médaille de bronze au concours général par équipe.

## Palmarès

### Jeux olympiques
- Londres 1948
  -  médaille de bronze.